# Wubana suprema
Wubana suprema là một loài nhện trong họ Linyphiidae.
Loài này thuộc chi Wubana. Wubana suprema được Ralph Vary Chamberlin & Wilton Ivie miêu tả năm 1936.